# Les Liens sacrés (film)
Pour plus de détails, voir Fiche technique et Distribution.
Les Liens sacrés (en anglais : Not Easily Broken) est un film chrétien américain réalisé par Bill Duke, sorti le 9 janvier 2009 aux États-Unis. Le film est tiré du roman publié en 2006 par le pasteur T. D. Jakes.

## Synopsis
Dave (Morris Chestnut) et Clarice Johnson (Taraji P. Henson) ont atteint un point de rupture dans leur mariage . Lorsque Clarice est blessée dans un accident de voiture, sa mère Mary (Jenifer Lewis) intervient. Elle découvre que ses blessures nécessitent une attention particulière. Clarice commence alors à être traitée par Julie (Maeve Quinlan), une physiothérapeute. Dave développe une amitié avec Julie et son fils adolescent Bryson (Cannon Jay). Lorsque Bryson meurt subitement dans un accident de natation, la relation de Dave et Julie se renforce, mais les deux s'éloignent de Clarice. Dave et Clarice réfléchissent sur la question de savoir si leurs vœux de mariage sont ou ne sont pas facilement brisés.

## Distribution
- Morris Chestnut : Dave Johnson
- Taraji P. Henson : Clarice Clark-Johnson
- Maeve Quinlan : Julie Sawyer
- Kevin Hart : Tree
- Wood Harris : Darnell Gooden
- Eddie Cibrian : Brock Houseman
- Jenifer Lewis : Mary "Mama" Clark
- Niecy Nash : Michelle
- Cannon Jay : Bryson Sawyer
- Albert Hall : Bishop Wilkes
- Henry Brown Jr. : Mr. Reid
- T. D. Jakes : Allen

## Réception

### Critiques
Sur Metacritic, le film a obtenu une moyenne de 43 sur 100 de la presse.
Sur Rotten Tomatoes, le film a obtenu une moyenne de 
31% de la presse et de 67% de l’audience.

### Box-office
Le film a récolté 10,7 millions de dollars au box-office mondial
pour un budget de 5 millions de dollars.